# Tosseryd
Tosseryd var en tätort i Borås kommun som kom att växa samman med tätorten Borås 2015. 2018 kom området istället att ingår i tätorten Frufällan.

## Historia
Sigvard Berggren startade 1958 här föregångaren till Borås djurpark, kallad Lejondalen. Lejondalen är för övrigt fortfarande ett område i Tosseryd. I Djurparken fanns från början lejonet Simba 
som Berggren själv hämtat hem från Afrika. 1959 spelades filmen Lejon på stan in i Tosseryd där både Simba och Berggren medverkade.

## Befolkningsutveckling
| Befolkningsutvecklingen i Tosseryd 1995–2010                     | Befolkningsutvecklingen i Tosseryd 1995–2010 | Befolkningsutvecklingen i Tosseryd 1995–2010 | Befolkningsutvecklingen i Tosseryd 1995–2010 | Befolkningsutvecklingen i Tosseryd 1995–2010 |
| ---------------------------------------------------------------- | -------------------------------------------- | -------------------------------------------- | -------------------------------------------- | -------------------------------------------- |
|                                                                  |                                              |                                              |                                              |                                              |
| År                                                               |                                              |                                              | Folkmängd                                    | Areal (ha)                                   |
| 1990                                                             | 1990                                         |                                              | 203                                          | 18#                                          |
| 1995                                                             | 1995                                         |                                              | 208                                          | 26                                           |
| 2000                                                             | 2000                                         |                                              | 210                                          | 26                                           |
| 2005                                                             | 2005                                         |                                              | 215                                          | 26                                           |
| 2010                                                             | 2010                                         |                                              | 223                                          | 27                                           |
| Anm.: Ny tätort 1995. Växte samman med Borås 2015. # Som småort. |                                              |                                              |                                              |                                              |